# Fritz von Opel
Fritz Adam Hermann Opel, din 1918 von Opel (4 mai 1899, Rüsselsheim, Marele Ducat Hessa - 8 aprilie 1971), a fost unicul copil al lui Wilhelm von Opel, și nepot al lui Adam Opel, fondator al Companiei Opel. El este cunoscut în speciale pentru demonstrațiile spectaculoase ale rachetelor cu propulsie, care i-au adus porecla "Rocket Fritz".
Von Opel s-a născut în Rüsselsheim și a studiat la universitatea tehnică din Darmstadt. După absolvire, el a fost numit director pe testări la Opel, și de asemenea era responsabil de publicitate. În anii 1920, el devine interesat de utilizarea rachetelor în cascadoria publicitară pentru companie, solicitând sfaturi de la Max Valier de la organizația nou înființată Verein für Raumschiffahrt (VfR - "Spaceflight Society") și Friedrich Sander, un producător de pirotehnică din Bremerhaven.
Pe 15 martie 1928, von Opel a testat prima mașină propulsată de o rachetă, RAK.1, obținând cu ea o viteză maximă de 75 km/h la demonstrarea conceptului. În mai puțin de două luni mai târziu, el a atins viteza de 230 km/h cu Opel RAK.2, condus de 24 de rachete cu combustibil solid.
Mai târziu, în același an, el a cumpărat un planor numit "Lippisch-Ente" (rață în germană) de la Alexander Lippisch și i-a atașat motor cu rachete, creând primul rachetoplan din lume pe 11 iunie. Aeronava a explodat în cel de-al doilea zbor de test al ei, înainte ca von Opel să aibă șansa de a o pilota el însuși, așa că el a comandat într-o aeronavă nouă de la Julius Hatry, de asemenea numită RAK.1, și a zburat la Frankfurt-am-Main pe 30 septembrie 1929. Între timp, un alt accident pretins a avut loc cu RAK.3, o mașină de cale ferată propulsată de 30 de rachete cu combustibil solid, și care a atins viteza de 254 km/h.
De asemenea în 1928, Opel a construit și a testat motocicleta Motoclub  500 SS, denumită „Monster”  echipată cu 6 rachete propulsoare, ce ajungea rapid la 75 km/h.  
Von Opel părăsit compania Opel, apoi Germania după 1929, ca apoi să moară în Samedan, Elveția în 1971.
La data de 25 aprilie 1940, Fritz von Opel a fost scos de pe linerul italian Conte di Savoia de către autoritățile britanice de la Gibraltar. După ce a fost reținut la Gibraltar pentru 16 zile, el a fost lăsat să plece în SUA.
Von Opel s-a căsătorit cu Emita Herrán Olózaga (1913–1967) în 1947.
Fritz von Opel este tatăl pilotului de Formula 1 Rikky von Opel (Frederick von Opel).

## Vezi și
- Verein für Raumschiffahrt

## Legături externe
- Encyclopædia Britannica: Fritz von Opel, German industrialist